# 아르차흐 공화국의 국장

아르차흐 공화국의 국장

아르차흐 공화국의 국장은 아르차흐 공화국을 상징하는 문장으로, 국장 가운데에 그려져 있는 독수리의 머리 위에는 왕관이 그려져 있으며, 독수리 뒤쪽에는 떠오르는 태양이 그려져 있다.
독수리 문양 가운데에는 두 개의 작은 공간으로 나뉜 방패가 그려져 있으며, 방패 하단에는 세로 방향으로 그려진 아르차흐 공화국의 국기 문양이, 방패 상단에는 산의 전경이 그려져 있다.
방패 가운데에는 나고르노카라바흐의 수도인 스테파나케르트에 위치한 기념비인 우리는 우리의 산이 그려져 있으며, 독수리의 발톱에는 밀과 포도 등 다양한 농작물을 붙잡고 있다.
국장 위쪽에 그려져 있는 금색 리본에는 "나고르노카라바흐 아르차흐 공화국"("Lernayin Gharabaghi Artsakh Hanrapetoutioun")이라는 문구가 동부 아르메니아어로 쓰여져 있다.

## 같이 보기
- 아르메니아의 국장
- 아르차흐 공화국의 국기